# Leichtathletik-Europameisterschaften 2002/20 km Gehen der Männer

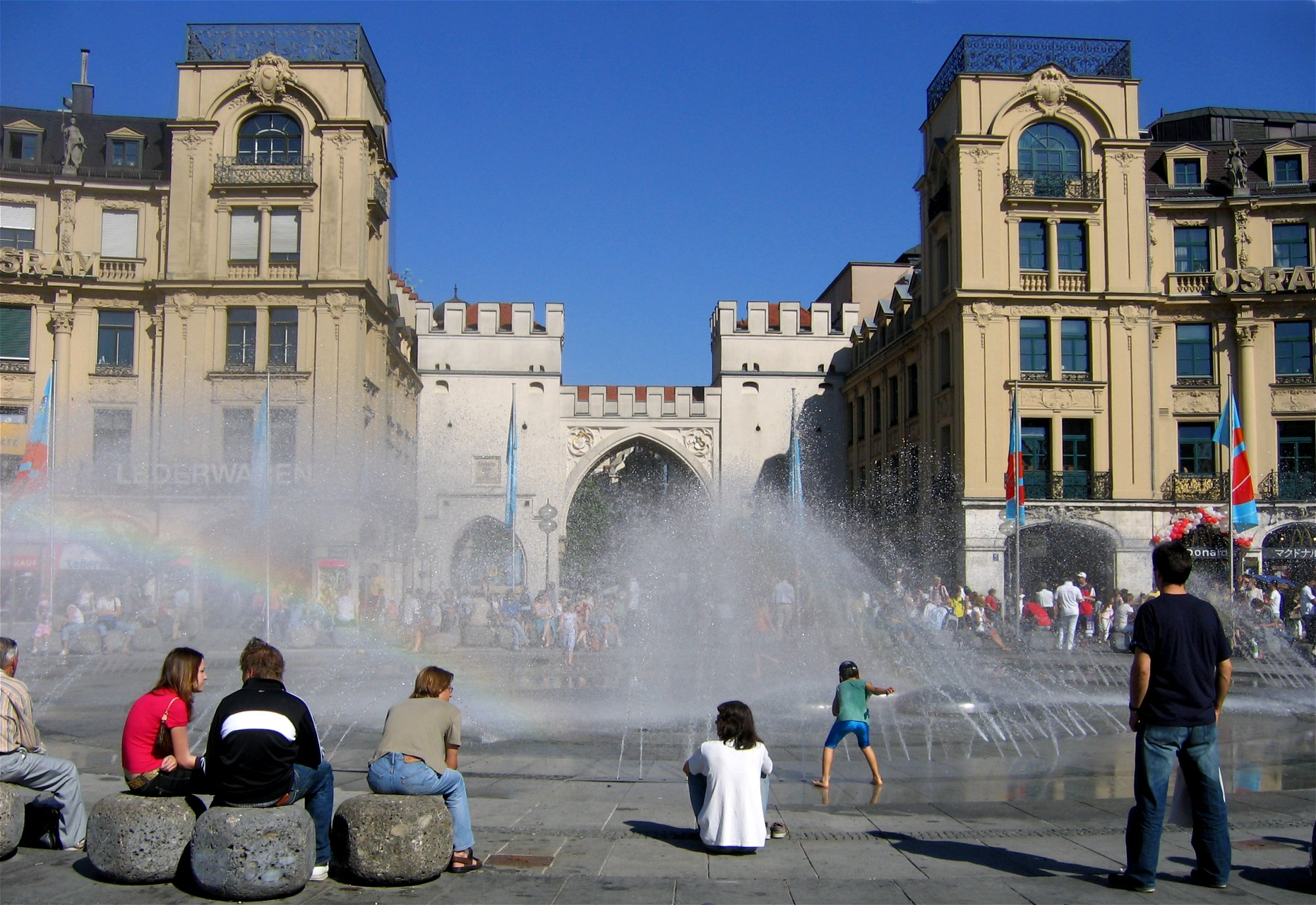
Stachus. Blick auf das Karlstor

Das 20-km-Gehen der Männer bei den Leichtathletik-Europameisterschaften 2002 wurde am 18. August 2002 in den Straßen von München ausgetragen.
Mit Gold und Bronze erkämpften sich die spanischen Geher in diesem Wettbewerb zwei Medaillen. Europameister wurde der EM-Dritte von 1998 und Inhaber der Weltbestzeit Francisco Javier Fernández. Er gewann vor dem russischen Olympiadritten von 2000 Wladimir Andrejew. Bronze ging an Juan Manuel Molina.

## Rekorde / Bestleistungen
Anmerkung:

Rekorde wurden damals im Straßengehen wegen der unterschiedlichen Streckenbeschaffenheiten mit Ausnahme von Meisterschaftsrekorden nicht geführt.

### Bestehende Rekorde / Bestleistungen
| Weltbestzeit         | 1:17:22 h | Francisco Javier Fernández | Turku, Finnland          | 28. April 2002 |
| Europabestzeit       | 1:17:22 h | Francisco Javier Fernández | Turku, Finnland          | 28. April 2002 |
| Meisterschaftsrekord | 1:18:45 h | Michail Schtschennikow     | EM in Helsinki, Finnland | 7. August 1994 |

### Rekordverbesserung
Der spanische Europameister Francisco Javier Fernández verbesserte den bestehenden EM-Rekord im Wettbewerb am 6. August um acht Sekunden auf 1:18:37 h. Zur Welt- und Europabestzeit fehlten ihm 1:15 min.

## Durchführung
Hier gab es keine Vorrunde, alle 24 Geher traten gemeinsam zum Finale an.

## Legende
| DSQ | disqualifiziert |

## Ergebnis

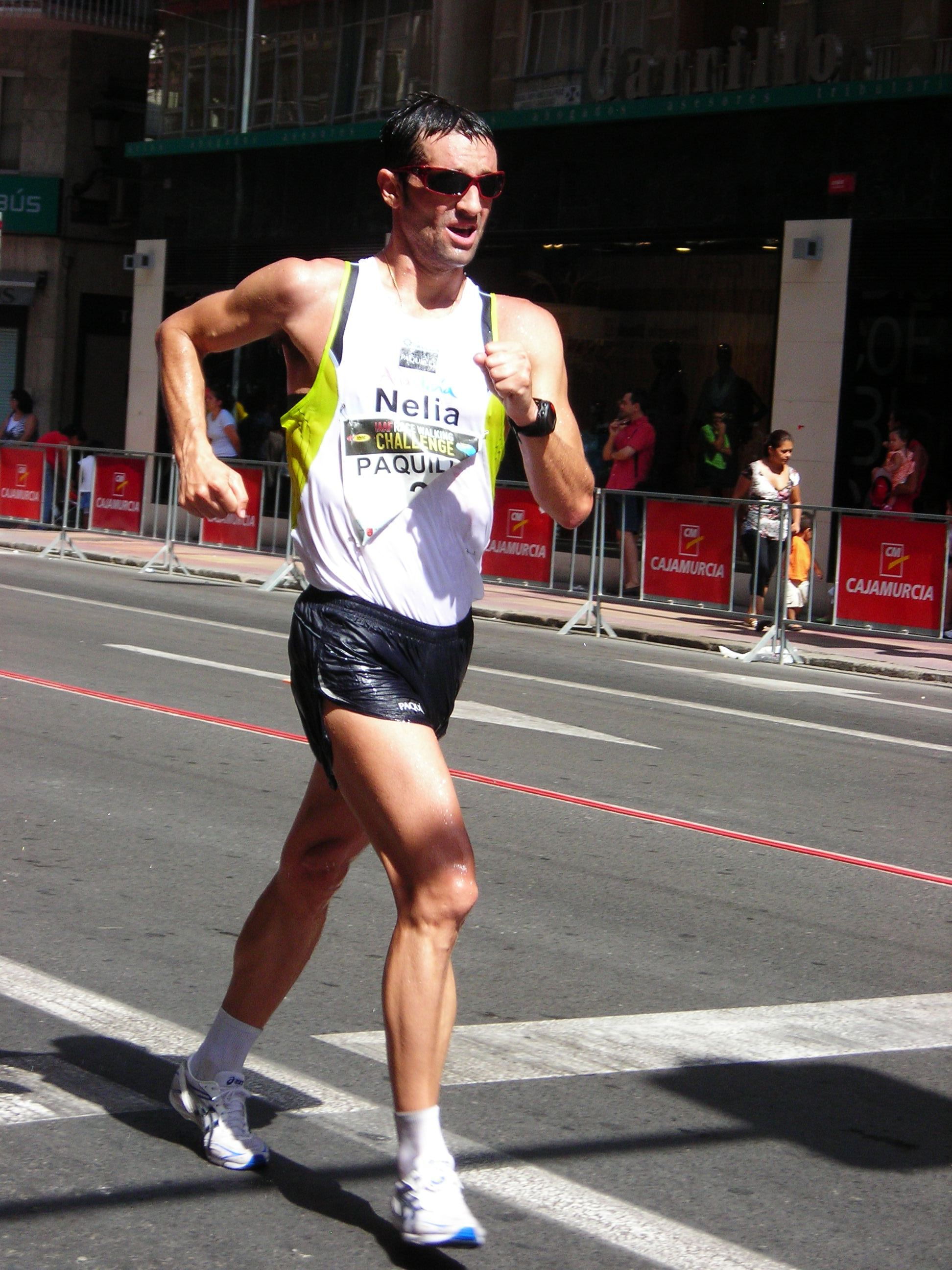
Francisco Javier Fernández, EM-Dritter von 1998 und Inhaber der Weltbestzeit, wurde zum ersten Mal Europameister

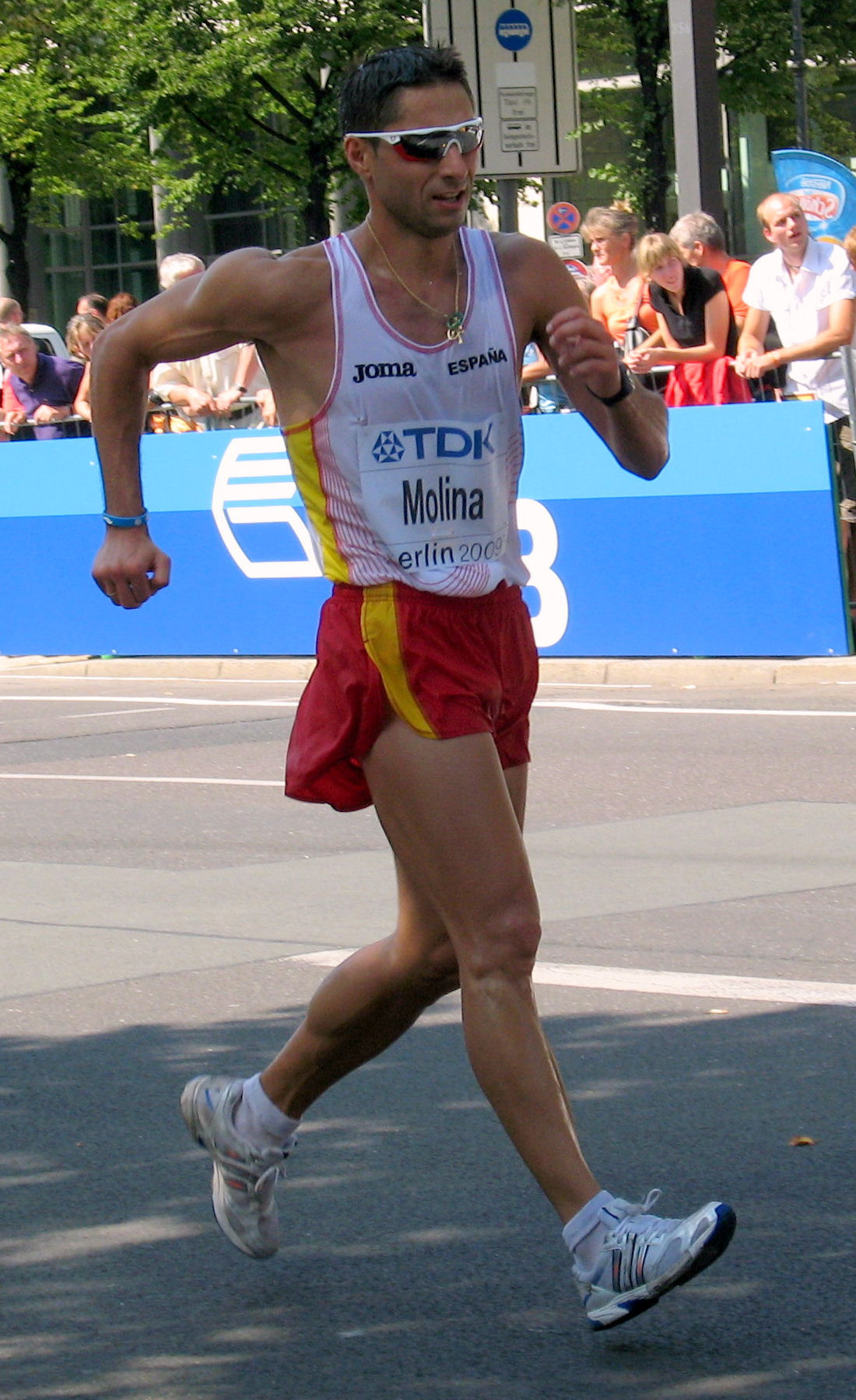
Bronzemedaillengewinner Juan Manuel Molina

6. August 2002
| Platz | Name                       | Nation         | Zeit (h)   |
| ----- | -------------------------- | -------------- | ---------- |
| 1     | Francisco Javier Fernández | Spanien        | 1:18:37 CR |
| 2     | Wladimir Andrejew          | Russland       | 1:19:56    |
| 3     | Juan Manuel Molina         | Spanien        | 1:20:36    |
| 4     | Wiktor Burajew             | Russland       | 1:20:36    |
| 5     | Iwan Trozki                | Belarus        | 1:20:52    |
| 6     | Jauhen Misjulja            | Belarus        | 1:20:56    |
| 7     | Alessandro Gandellini      | Italien        | 1:21:03    |
| 8     | Robert Heffernan           | Irland         | 1:21:10    |
| 9     | Lorenzo Civallero          | Italien        | 1:21:21    |
| 10    | Andrei Stadnitschuk        | Russland       | 1:21:29    |
| 11    | André Höhne                | Deutschland    | 1:21:38    |
| 12    | João Vieira                | Portugal       | 1:21:55    |
| 13    | Jiří Malysa                | Tschechien     | 1:22:21    |
| 14    | Roman Magdziarczyk         | Polen          | 1:22:57    |
| 15    | Benjamin Kuciński          | Polen          | 1:24:38    |
| 16    | Augusto Cardoso            | Portugal       | 1:24:59    |
| 17    | Erik Tysse                 | Norwegen       | 1:25:06    |
| 18    | Peter Barto                | Slowakei       | 1:25:36    |
| 19    | Jan Albrecht               | Deutschland    | 1:25:58    |
| 20    | Miloš Holuša               | Tschechien     | 1:26:03    |
| 21    | Theódoros Stamatópoulos    | Griechenland   | 1:26:53    |
| 22    | Radovan Elko               | Slowakei       | 1:27:47    |
| 23    | Miloš Bátovský             | Slowakei       | 1:28:54    |
| DSQ   | Andi Drake                 | Großbritannien |            |

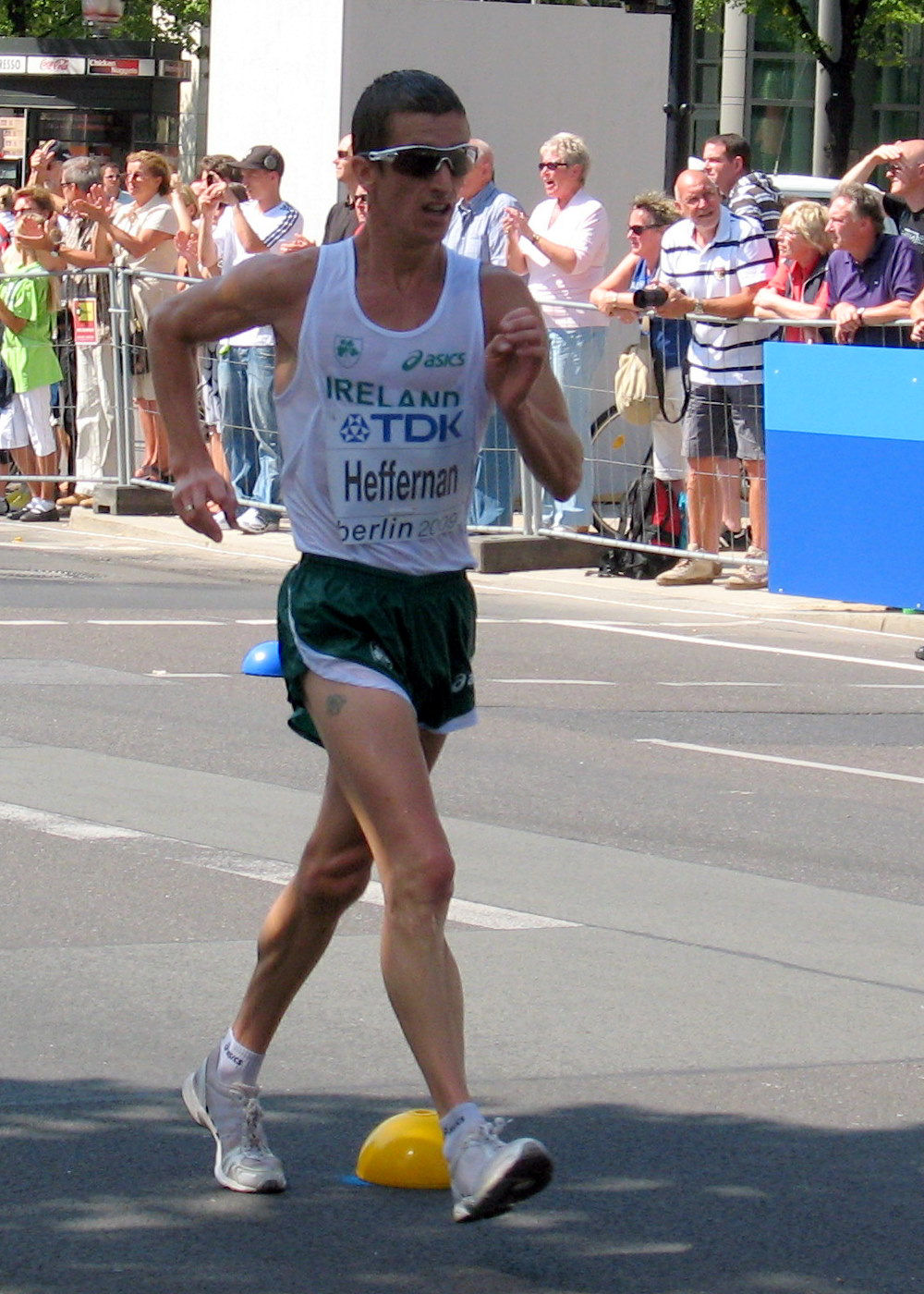
Robert Heffernan erreichte Platz acht – er errang später zahlreiche Erfolge, sein größter war der WM-Titel 2013
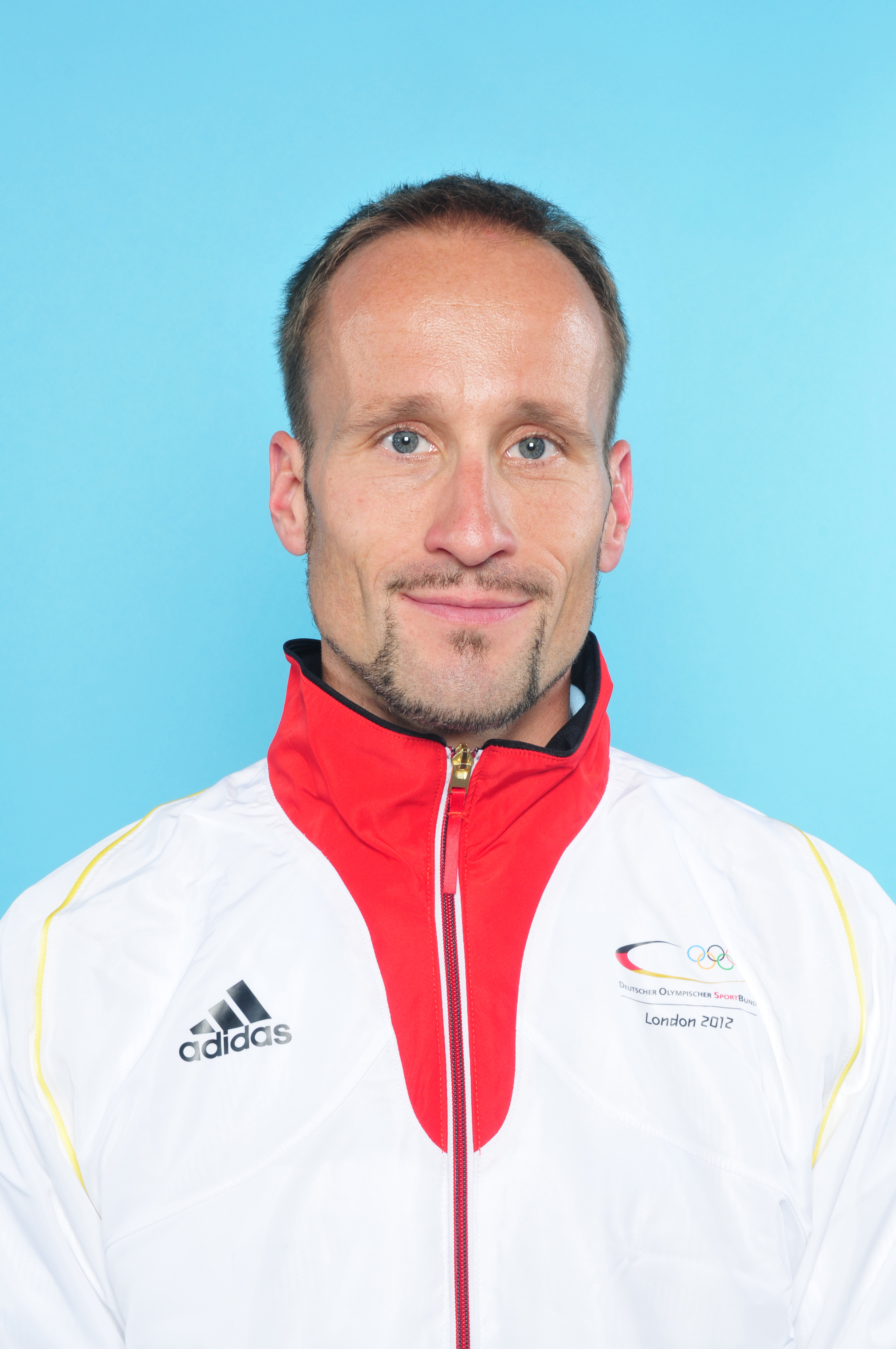
André Höhne kam auf den elften Platz
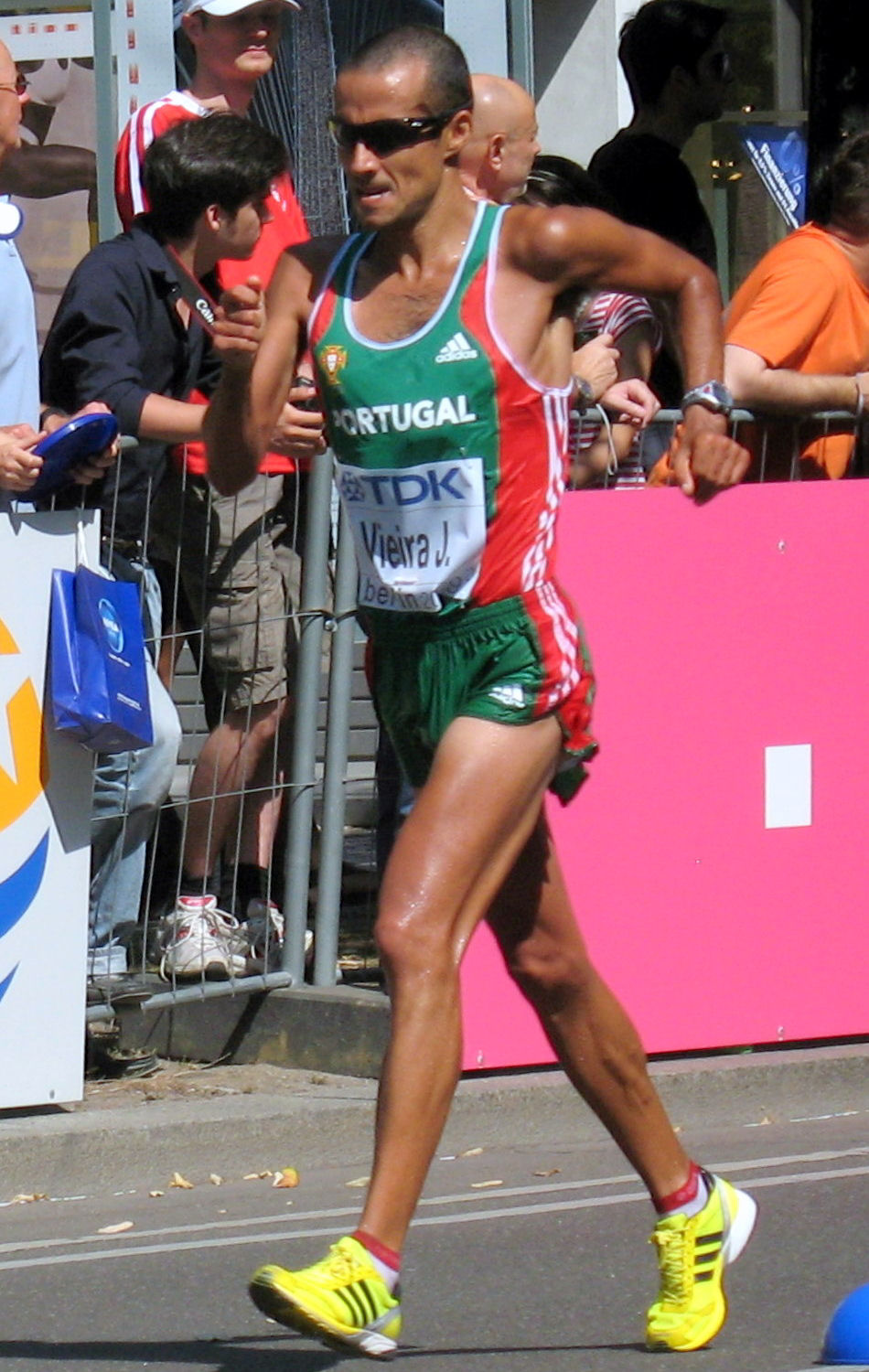
João Vieira belegte Rang zwölf

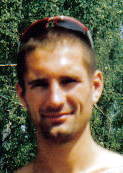
Roman Magdziarczyk wurde Vierzehnter
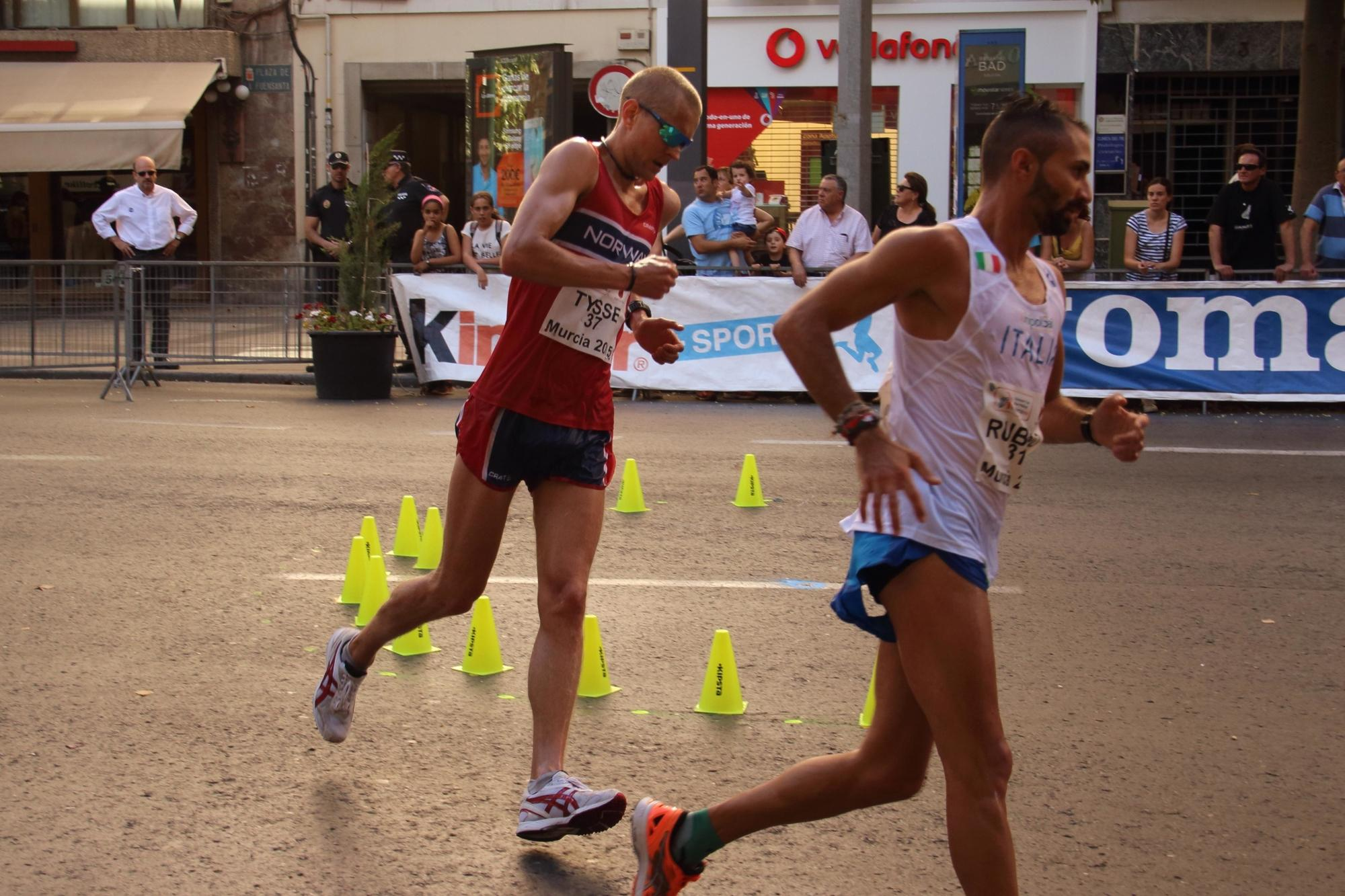
Erik Tysse (links) kam auf Platz siebzehn